# Igreja Cristã Presbiteriana de Portugal
A Igreja Cristã Presbiteriana de Portugal (ICPP) é uma denominação protestante reformada conservadora em Portugal. Foi formada em 1992 após trabalho missionário da Igreja Presbiteriana na América no país. É a segunda maior denominação presbiteriana no país, após a Igreja Evangélica Presbiteriana de Portugal.

## História

### Primeiras Missões Presbiterianas
O Presbiterianismo chegou em Portugal através do missionário e médico escocês Robert Kalley. A partir de 1838 Kalley evangelizou a Ilha da Madeira e a partir de 1866 o missionário atuou na parte continental do país. Como o desenvolvimento das missões, e união com os cristãos congregacionais, foi formada a Igreja Evangélica Presbiteriana de Portugal (IEPP) em 1952.
Todavia, a partir da década de 1950, a denominação começou a participar de organizações ecumênicas e aceitou a ordenação feminina, o que deixou as congregações conservadoras insatisfeitas. Assim sendo, algumas igrejas locais se separaram da denominação, como a igreja de Barreiro em 1955 e Igreja Evangélica Presbiteriana de Cristo em 1970.

### Missões Americanas
A partir de 1979 missionários da Igreja Presbiteriana na América (IPA) fundaram a Associação de Desenvolvimento Evangélico em Portugal (ADEP). O objetivo da associação era o auxílio na plantação de igrejas presbiterianas em Portugal, que subscrevessem a Confissão de Fé de Westminster na sua versão de 1643.
Todavia, a denominação presbiteriana não estava alinhada confessionalmente a IPA. Além disso, a denominação americana se opunha ao ecumenismo e ordenação feminina, pelo que não pode trabalhar em auxílio da Igreja Evangélica Presbiteriana de Portugal.
A partir do trabalho missionário da IPA foram fundadas três igrejas presbiterianas e juntas formaram a Igreja Cristã Presbiteriana de Portugal (ICPP) em 21 de fevereiro de 1992. Posteriormente, as igrejas dissidentes da IEPP uniram-se as igrejas plantadas pelos missionários americanos e missionários presbiterianos de outros países passaram a auxiliar na plantação de igrejas.

## Doutrina
A ICPP é uma igreja reformada conservadora e confessional. Subscreve a Confissão de Fé de Westminster na sua redação original de 1643. A denominação tem o culto centrado no Princípio Regulador ou Diretório de Culto de Westminster, composto pela Santa Convocação à Adoração, Louvor e Adoração de Hinos, Salmos e Cânticos Espirituais, Oração de Arrependimento,  Ofertório, Pregação das Sagradas Escrituras, Administração da Santa Ceia do Senhor e Bênção Apostólica.  
A Igreja Cristã Presbiteriana de Portugal é uma denominação membros da Aliança Evangélica Portuguesa (AEP).

## Estatísticas
Em 2008, a denominação tinha apenas 4 igrejas, 3 delas localizadas em Lisboa.
Em 2020, a denominação era formada por 9 igrejas e congregações, com 10 pastores.
Em 2021, foi relatado que a denominação tinha 9 pastores, 7 igrejas organizadas e um total de 250 membros.

### Lista de igrejas
Em 2025, a denominação tinha 13 locais de culto, incluindo igrejas, congregações e pontos de pregação:
1. Igreja Cristã Presbiteriana de Aveiro - Aveiro
2. Primeira Igreja Cristã Presbiteriana de Braga - Braga
3. Segunda Igreja Cristã Presbiteriana de Braga - Braga
4. Igreja Cristã Presbiteriana de Carnaxide - Carnaxide
5. Igreja Cristã Presbiteriana da Covilhã - Covilhã
6. Igreja Cristã Presbiteriana do Barreiro - Barreiro
7. Igreja Cristã Presbiteriana da Luz - Lisboa
8. Igreja Presbiteriana de Cristo - Lisboa
9. Igreja Cristã Presbiteriana de Telheiras - Lisboa
10. Igreja Cristã Presbiteriana de Montalegre - Montalegre
11. Igreja Cristã Presbiteriana Manancial - Paços de Ferreira
12. Igreja Cristã Presbiteriana Pombal - Pombal
13. Igreja Cristã Presbiteriana Pedras Vivas - Porto

## Relações Intereclesiásticas
A Agência Presbiteriana de Missões Transculturais da Igreja Presbiteriana do Brasil (IPB) envia missionários para Portugal, bem como a Igreja Presbiteriana da Austrália. Em 2018 havia 6 missionários presbiterianos brasileiros trabalhando em Portugal.
Em 2010, a ICCP foi convidada para enviar delegados para o Supremo Concílio da IPB, mas não enviou delegados.
Em 2013 a denominação recebeu missionários da Igreja Presbiteriana na Irlanda.